# Lista de membros da Royal Society eleitos em 1881
Lista de Membros da Royal Society eleitos em 1881.

## Fellows of the Royal Society (FRS)
1. William Edward Ayrton[2] (1847-1908)
2. Henry Walter Bates[3] (1825-1892)
3. John Syer Bristowe (1827-1895)
4. Sir William Christie[4] (1845-1922)
5. George Dickie[5] (1812-1882)
6. William Ewart Gladstone[6] (1809-1898)
7. Mountstuart Elphinstone Grant Duff[7] (1829-1906)
8. William George Granville Venables Vernon Harcourt (1827-1904)
9. Alfred Bray Kempe[8] (1849-1922)
10. Alexander Macalister[9] (1844-1919)
11. Herbert McLeod[10] (1841-1923)
12. John Arthur Phillips[11] (1822-1887)
13. William Henry Preece (1834-1913)
14. Bernhard Samuelson (1820-1905)
15. Bindon Blood Stoney[12] (1828-1909)
16. Ramsay Heatley Traquair[11] (1840-1912)
17. Henry William Watson[11][13] (1827-1903)
18. Charles Romley Alder Wright (1844-1894)

## Foreign Members of the Royal Society (ForMemRS)
1. Gabriel Auguste Daubrée (1814-1896)
2. Jean Charles Galissard de Marignac (1817-1894)
3. Karl Wilhelm von Nägeli (1817-1891)
4. Karl Weierstrass[14][15] (1815-1897)